# Касулидис, Иоаннис
Иоа́ннис Касули́дис (греч. Ιωάννης Κασουλίδης; род. 10 августа 1948, Никосия, Кипр) — кипрский политик и государственный деятель, член партии DISY. Занимал пост министра иностранных дел Кипра с 1997 до 2003 года, с 2013 по 2018 год, и с 2022 по 2023 год. Был членом из Европейского парламента с 2004 по 2013 год. Занимал ряд политических должностей на Кипре, в том числе члена Палаты представителей Кипра с 1991 до 1993 года, и пресс-секретаря правительства от 1993 до 1997 года.

## Биография
Изучал медицину в Университете Лиона, и одновременно основал Федерацию кипрских студенческих союзов во Франции, которую и возглавил как председатель. В 1974 году окончил университет со степенью магистра, после чего работал с 1975 по 1981 год врачом в больнице и преподавал в Лондоне. Он специализировался в гериатрии в Лондоне, в лондонской больнице, в 1981 году. С 1981 по 1993 год, он занимался медицинской практикой в Никосии.
Иоаннис Касулидис работал в партии Демократическое объединении в различных качествах, в том числе как председатель партийной молодёжной организации. В 1991 году он был избран членом Палаты представителей Кипра и в марте 1993 года он был назначен тогдашним президентом Глафкосом Клиридисом как представитель правительства, эту должность он занимал до апреля 1997 года, когда он был назначен министром иностранных дел. продержался на посту министра иностранных дел до окончания срока администрации Клиридиса в 2003 году. В качестве министра иностранных дел, курировал процесс интеграции Кипра в ЕС.
В 2003 году основал консалтинговую фирму «DDK Strategy and Public Affairs».
В июне 2004 года Иоаннис Касулидис был избран членом Европейского парламента. Он заседал на Комитет по иностранным делам и в качестве замены по перевозкам и туризму Комитета. Он занимал различные другие должности в комитете Европарламента, включая пост председателя специальной делегации по правам человека в Западной Сахаре. Иоаннис Касулидис заседал как член Бюро Европейской Народной партии до ноября 2007 года, когда он стоял в качестве кандидата на пост президента Кипра.

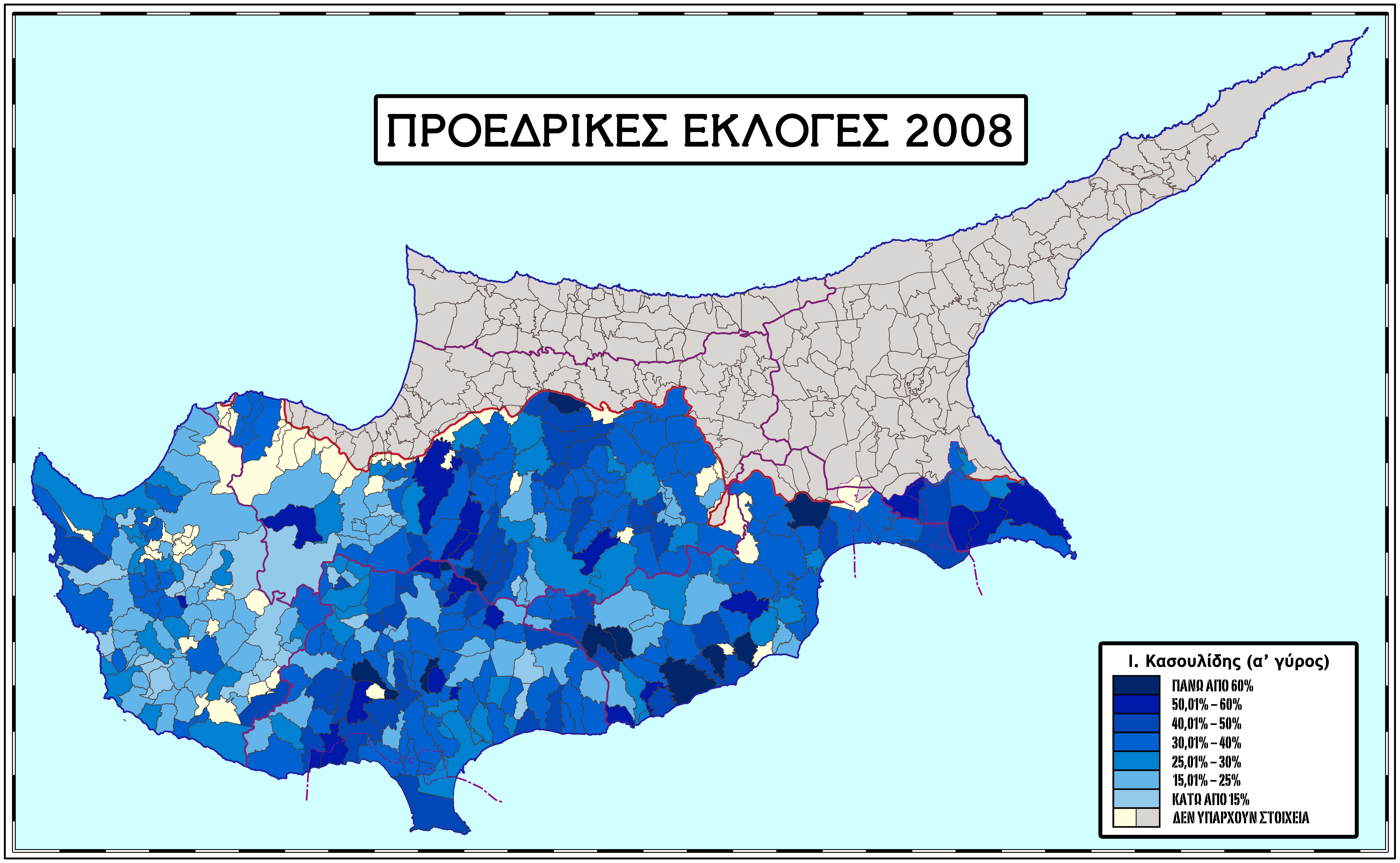
Результаты первого тура президентских выборов 2008 года в поддержку Касулидиса

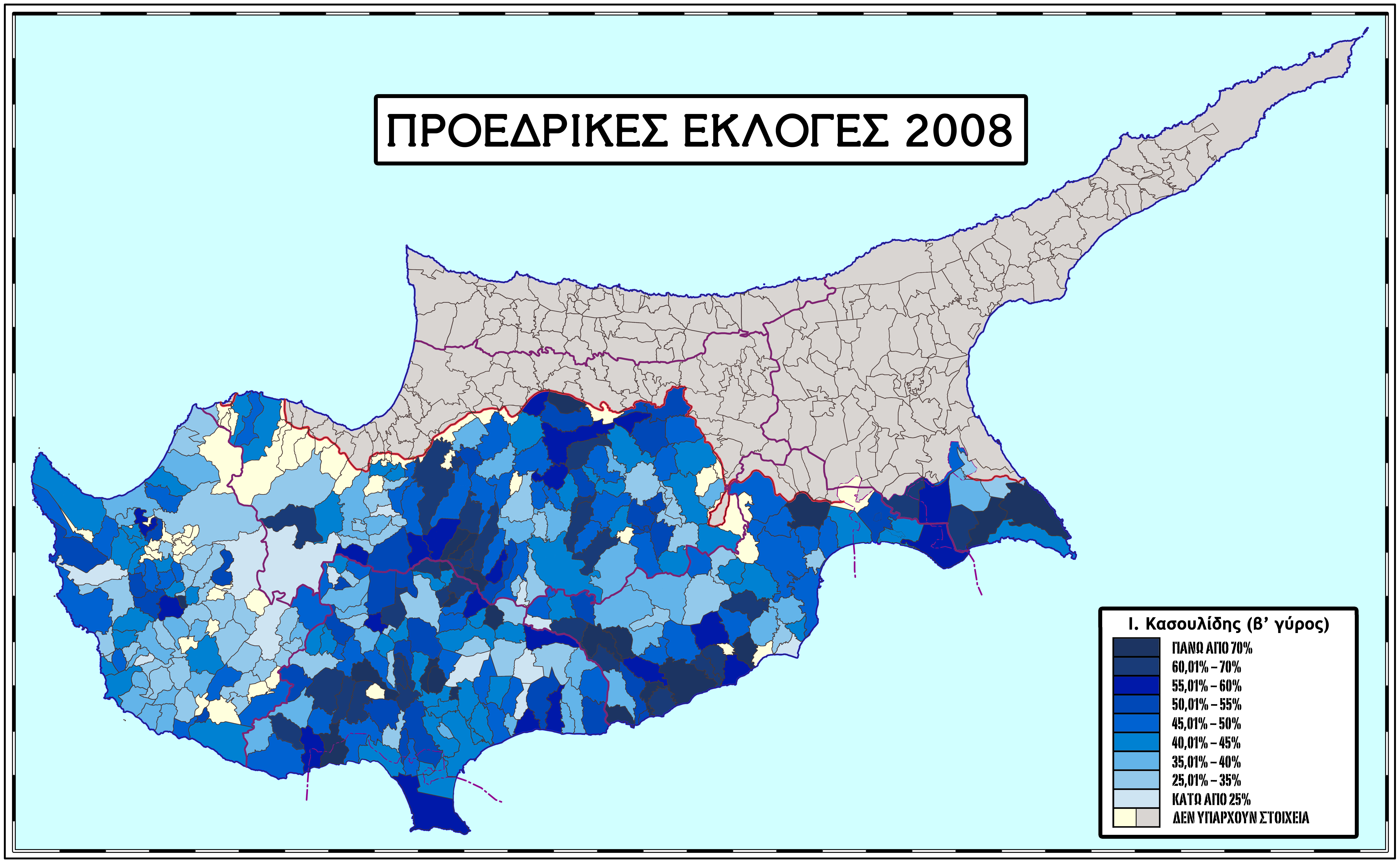
Результаты второго тура президентских выборов 2008 года в поддержку Касулидиса

Иоаннис Касулидис баллотировался на пост президента в ходе кипрских президентских выборах 2008 года. Он победил в первом туре, но проиграл во втором Димитрису Христофиасу. Касулидис получил чуть менее 47 % голосов.
В июне 2009 года Иоаннис Касулидис был переизбран депутатом Европарламента, получив новый личный рекорд по количеству голосов. Он был избран вице-председателем президента группы EPP в Европейском парламенте, где он был назначен руководителем рабочей группы по иностранным делам.

## Личная жизнь
Касулидис женат на анестезиологе Эми Касулиду и у них одна дочь, Джоанна.
Свободно владеет английским, французским и немецким языками. Он является соавтором книги Cyprus — EU: the Accession as I Witnessed It (Кипр — ЕС: вступление, как я это видел).

## Премии и награды
Иоаннис Касулидис получил следующие Награды:
- Командор Орден Феникса из греческой Республики
- Кавалер ордена Почёта греческой Республики
- Командир Ордена Ксирка (Мальта)
- Кавалер Национального Ордена кедра (Ливан)
- Командор Ордена рыцарей Гроба Господня
- Палестинская Вифлеемская премия 2000
- Высшую Награду Муниципалитета Афины